# メリー・ウィドウ (カクテル)
メリー・ウィドウ（英: Merry Widow Cocktail）はカクテルの名前。同名で異なるレシピのカクテルが数種類あるが、その中でもドライ・ジンをベースにしたレシピが知られている。

## 概要
「メリー・ウィドウ」は「陽気な未亡人」の意で、フランツ・レハールのオペレッタ『メリー・ウィドウ』の題名に由来する。

## レシピの例
『サヴォイ・カクテル・ブック』掲載のレシピを以下に挙げる。
材料
- ドライ・ジン - 1/2
- ドライ・ベルモット - 1/2
- アブサン - 2dash
- アンゴスチュラ・ビターズ - 2dash
- ベネディクティン - 2dash

作り方
1. 全ての材料をシェイクして、カクテルグラスに注ぐ。
2. レモンピールをツイストして飾る。